# Elma (vũ khí chống tàu ngầm)
Elma là hệ thống vũ khí chống tàu ngầm do công ty Saab Bofors Dynamics tại Thụy Điển phát triển, hệ thống này phóng các quả depth charge đường kính 100 mm. Nó được thiết kế theo yêu cầu của lực lượng hải quân Thụy Điển trong việc tìm một hệ thống vũ khí ép tàu ngầm phải nổi lên mà không phải đánh chìm chúng. Việc thiết kế đã hoàn tất vào đầu những năm 1980 và đưa vào hoạt động năm 1984.

## Thiết kế
Bệ phóng gồm 9 ống chứa các depth charge 100×267 mm, hệ thống có 4 bệ phóng như thế và có thể bắn hết chỉ trong 2 giây. Độ phân tán của các bom có thể điều chỉnh trong phạm vi 80×10 m đến 80×100 m bằng cần gạt điều chỉnh độ khít của các ống chứa. Sau mỗi lần bắn hệ thống sẽ được nạp lại bằng tay trong vòng hai hay ba phút để tiếp tục sử dụng sau đó.
Depth charge dùng trong hệ thống được phát triển từ đạn chống tăng M83 của súng không giật Carl Gustav để tiết kiệm thời gian thiết kế. Đầu nổ của bom đặt trong thân được thiết kế theo dạng phễu. Đầu tròn của bom chỉ được dùng để tránh việc bom bị nảy lên khi rơi xuống nước còn sau khi đã bắt đầu chìm đầu tròn sẽ tách ra để lộ một vòng nam châm điện ở phần đầu thanh nam châm này nếu chạm vào vỏ tàu sẽ hít sao cho đầu nổ trong thân gần như vuông góc với vỏ tàu để tăng tối đa khả năng xuyên khi nổ. Khi xuyên nó sẽ tạo thành một lỗ như đồng xu ở vỏ tàu tuy không làm chìm tàu nhưng việc rò rỉ sẽ buộc tàu ngầm phải nổi lên. Khi hệ thống định vị thủy âm trên tàu xác định được vị trí mục tiêu thì tàu sẽ xoay đầu về hướng đó để phóng.

## Biến thể
- ASW-600: Mẫu phát triển những năm 1990. Nâng cao khả năng xuyên của đầu đạn cải thiện độ ổn định khi chìm, có tầm phóng từ 600–1000 m. Mẫu này có mẫu gắn cố định trên đất liền để phòng thủ bến cảng và các kênh hẹp.
- ASW-601: Mẫu nâng cấp có khả năng tự động xoay hướng bệ phóng đến vị trí mục tiêu do hệ thống định vị thủy âm phát hiện.
- ASW-604:Mẫu dùng để gắn trên trực thăng với 20 ống bom trong một bệ và trực thăng có thể mang hai bệ.